# Los de la mesa 10 (película)
Los de la mesa 10 es una película de Argentina en blanco y negro dirigida por Simón Feldman con guion del mismo en colaboración con Osvaldo Dragún según la obra teatral homónima de este último. Es un drama que se estrenó el 18 de octubre de 1960 y sus protagonistas principales son María Aurelia Bisutti, Emilio Alfaro y Luis Medina Castro. 

## Sinopsis
El filme se refiere al romance entre un joven mecánico de humilde procedencia obrera y una estudiante universitaria procedente de una acomodada familia de profesionales que enfrentan las dificultades originadas en sus diferentes procedencias sociales.

## Reparto
Colaboraron en el filme los siguientes intérpretes:
- María Aurelia Bisutti... María/ Mariquita
- Emilio Alfaro... José
- Luis Medina Castro... Mario
- Frank Nelson
- Susana Mayo
- María Cristina Laurenz... Elisa
- Menchu Quesada... Madre de María
- Jorge Larrea ... Padre de María
- Pedro Buchardo ... Padre de José
- Blanca Tapia ... Madre de José
- Fernando "Tacholas" Iglesias ... Mozo de bar
- Hugo Caprera... Profesor

## Críticas
El crítico Jorge Miguel Couselo en su crónica para el diario Correo de la Tarde comentó:

Pocas veces [...] la juventud ha sido llevada al cine argentino con tal grado de sensibilidad y comprensión, sin galanes anodinos, ingenuas en almíbar ni romances de almanaque. [...] Clima de intimidad, sin ningún artificio.

Raúl Manrupe y María Alejandra Portela opinan:

Buen tratamiento de un tema eterno y una película injustamente olvidada al hablar de la década.